# U23-Leichtathletik-Länderkampf der Männer und Frauen 1991 Spanien – Deutschland – Frankreich – Großbritannien
| 8. Leichtathletik-Länderkampf mit deutscher Beteiligung 1991                                  | 8. Leichtathletik-Länderkampf mit deutscher Beteiligung 1991            |
| --------------------------------------------------------------------------------------------- | ----------------------------------------------------------------------- |
|                                                                                               |                                                                         |
| U23-Ländervergleich der Männer und Frauen Spanien – Deutschland – Frankreich – Großbritannien |                                                                         |
| Austragungsort                                                                                | Vigo                                                                    |
| Wettbewerbe                                                                                   | U23-Männer: 20 U23-Frauen:016                                           |
| Datum                                                                                         | 17. August                                                              |
| 1. FRA 2. GER 3. GBR 4. ESP                                                                   | 347,5 Punkte 344,0 Punkte 282,5 Punkte 240,0 Punkte                     |
| 0Teilwertung U23-Männer                                                                       | 1. FRA0000197,5 P 2. GBR0000184,5 P 3. GER0000153,5 P 4. ESP0000143,5 P |
| 0Teilwertung U23-Frauen                                                                       | 1. GER0000159,5 P 2. FRA0000150,0 P 3. GBR0000129,0 P 4. ESP0000096,5 P |
| Chronik                                                                                       |                                                                         |
| ← GER-FRA-GBR-URS 007kampf (F)                                                                | erster LK 1992:00 ITA-GER-AUS-FRA-GBR-00 ITA-SWE Geher (M+F) →          |

Den achten und letzten Vergleich des Länderkampfjahres 1991 bestritten die deutschen U23-Leichtathleten, die am 17. August in der nordspanischen Stadt Vigo in Galicien auf Spanien, Frankreich, und Großbritannien trafen. Dieser letzte Saisonvergleich fand wieder in gemeinsamer Wertung der Frauen und Männer statt. Die Begegnung hatte es im Vorjahr in derselben Konstellation schon einmal gegeben. Gesiegt hatte Frankreich vor der damaligen Bundesrepublik Deutschland, Großbritannien und Spanien.

## Modus
Außer im Laufbereich, im Gehen und Mehrkampf wurden bei den Männern alle olympischen Wettbewerbe ausgetragen, insgesamt zwanzig Disziplinen gab es. Anstelle der beiden Bahnlangstrecken über 5000 und 10.000 Meter stand ein Rennen über 3000 Meter auf dem Programm. Außerdem fand ein Gehen über 10.000 Meter statt. So fehlten im Männerbereich aus dem olympischen Wettbewerbskatalog nur der 5000- und 10.000-Meter-Lauf, der Marathonlauf, das 20- und 50-km-Gehen sowie der Zehnkampf. Bei den Frauen wurden außer dem Siebenkampf alle damaligen olympischen Frauenwettbewerbe ausgetragen. Zusätzlich stand ein Gehen über 5000 Meter auf dem Programm. Insgesamt waren es sechzehn Disziplinen.
Sowohl in der Männer- als auch in der Frauenteilwertung des Länderkampfs startete jedes Team mit zwei Teilnehmern je Wettbewerb. Für den ersten Platz gab es neun Punkte, für den zweiten sieben, den dritten sechs, den vierten fünf Punkte usw. In den Staffeln wurden neu zu sechs zu drei Punkte zu eins Punkt verteilt.

## Ergebnis
Bei den U23-Männern punktete das französische Team am besten. In den Laufwettbewerben gab es vier französische Disziplingewinne, drei britische, zwei deutsche und einen spanischen. Auch beide Staffeln sicherte sich Frankreich. Das Gehen ging klar an Spanien. Im Bereich Sprung siegte Frankreich dreimal, Spanien einmal. Einzig in der Kategorie Wurf/Stoß lag Deutschland mit drei Disziplinerfolgen vorn. Frankreich verbuchte hier einen Sieg, die anderen Teams keinen. So gewann Frankreich die Teilwertung der der U23-Männer mit 197,5 Punkten vor Großbritannien (184,5 Punkte), Deutschland (153,5 Punkte) und Spanien (143,5 Punkte).
In der In der U23-Frauen-Teilwertung war das deutsche Team am stärksten. Fünf der Einzelläufe entschieden die deutschen Leichtathletinnen für sich, auf drei Siege kamen die Britinnen, während Frankreich und Spanien hier nur auf den weiteren Plätzen punkten konnten. Eine Staffel ging an Frankreich, die andere an Deutschland. Im Gehen waren die Britinnen am schnellsten. Die beiden Siege in den Sprüngen teilten sich Großbritannien und Deutschland. Im Bereich Wurf/Stoß erzielten Frankreich, Großbritannien und Deutschland je einen Disziplinerfolg, was Spanien nicht gelang. So lag Deutschland mit 159,5 Punkten vor Frankreich (150,0 Punkte). Großbritannien (129,0 Punkte) und Spanien (96,5 Punkte) belegten wie bei den Männern die Plätze drei und vier.
Im Länderkampf siegte Frankreich mit 347,5 Punkten. Die zweitplatzierten deutschen Leichtathleten kamen nur knapp geschlagen auf 344,0 Punkte. Großbritannien wurde Dritter mit 282,5 Punkten. Gastgeber Spanien belegte mit 240,0 Punkten Rang vier.

## Legende
Kurze Übersicht zur Bedeutung der Symbolik – so üblicherweise auch in sonstigen Veröffentlichungen verwendet:
| DNF | nicht im Ziel (did not finish) |
| DSQ | disqualifiziert                |
| NMH | keine Höhe (No Mark)           |
| ogV | ohne gültigen Versuch          |

## Resultate Männer

### Teilwertung
| Platz | Land           | Punkte |
| ----- | -------------- | ------ |
| 1     | Frankreich     | 197,5  |
| 2     | Großbritannien | 184,5  |
| 3     | Deutschland    | 153,5  |
| 4     | Spanien        | 143,5  |

### 100 m
| Platz | Athlet              | Land | Zeit (s) |
| ----- | ------------------- | ---- | -------- |
| 1     | Pascal Théophile    | FRA  | 10,25    |
| 2     | Olivier Théophile   | FRA  | 10,48    |
| 3     | Courtney Rumbolt    | GBR  | 10,51    |
| 4     | Ayo Falola          | GBR  | 10,53    |
| 5     | Sven Matthes        | GER  | 10,61    |
| 6     | Oliver Schmidt      | GER  | 10,80    |
| 7     | Rubén Fernández     | ESP  | 10,90    |
| 8     | Francisco Samaniego | ESP  | 11,02    |

Wind: +2,4 m/s

### 200 m
| Platz | Athlet              | Land | Zeit (s) |
| ----- | ------------------- | ---- | -------- |
| 1     | Ayo Falola          | GBR  | 21,15    |
| 2     | Jean-Daniel Allaguy | FRA  | 21,17    |
| 3     | Jan Lillie          | GER  | 21,25    |
| 4     | Jens Wischerhoff    | GER  | 21,50    |
| 5     | Éric Perrot         | FRA  | 21,52    |
| 6     | Ferran Sellabona    | ESP  | 21,61    |
| 7     | J. B. Muñoz         | ESP  | 21,79    |
| 8     | Steve Gokiey        | GBR  | 28,53    |

Wind: +1,0 m/s

### 400 m
| Platz | Athlet              | Land | Zeit (s) |
| ----- | ------------------- | ---- | -------- |
| 1     | Wayne McDonald      | GBR  | 46,88    |
| 2     | Karsten Just        | GER  | 46,95    |
| 3     | Gauthier Blancquart | FRA  | 47,07    |
| 4     | Patrick Renia       | FRA  | 47,17    |
| 5     | Calvin Henry        | GBR  | 47,21    |
| 6     | Agustin Tello       | ESP  | 47,67    |
| 7     | Carlos Heredia      | ESP  | 47,89    |
| 8     | Marc Eggers         | GER  | 48,52    |

### 800 m
| Platz | Athlet            | Land | Zeit (min) |
| ----- | ----------------- | ---- | ---------- |
| 1     | Alexander Adam    | GER  | 1:48,23    |
| 2     | Andrés Díaz       | ESP  | 1:48,43    |
| 3     | Andrew Lill       | GBR  | 1:48,67    |
| 4     | Oliver Klaudt     | GER  | 1:48,83    |
| 5     | Frédéric Taillard | FRA  | 1:49,46    |
| 6     | Alejandro Miguel  | ESP  | 1:51,48    |
| 7     | David Decarpentry | FRA  | 1:53,69    |
| 8     | Craig Winrow      | GBR  | 1:55,03    |

### 1500 m
| Platz | Athlet                | Land | Zeit (min) |
| ----- | --------------------- | ---- | ---------- |
| 1     | Víctor Rojas          | ESP  | 3:50,73    |
| 2     | Jörg Haas             | GER  | 3:51,28    |
| 3     | Isaac Viciosa         | ESP  | 3:51,70    |
| 4     | Gary Lough            | GBR  | 3:52,19    |
| 5     | Jason Logo            | GBR  | 3:53,80    |
| 6     | Imram Sillah          | GER  | 3:54,23    |
| 7     | Abdelkader Chékhémani | FRA  | 3:54,44    |
| 8     | Richard Sirembaux     | FRA  | 3:59,08    |

### 3000 m
| Platz | Athlet             | Land | Zeit (min) |
| ----- | ------------------ | ---- | ---------- |
| 1     | Enrique Molina     | ESP  | 8:07,89    |
| 2     | Markus Neukirch    | GER  | 8:09,74    |
| 3     | Mustapha Essaïd    | FRA  | 8:10,56    |
| 4     | Norbert Wildner    | GER  | 8:12,53    |
| 5     | John Mayock        | GBR  | 8:13,56    |
| 6     | David Wilson       | GBR  | 8:14,40    |
| 7     | José Perez         | ESP  | 8:19,02    |
| 8     | Didier Sainthorant | FRA  | 8:41,03    |

### 110 m Hürden
| Platz | Athlet                | Land | Zeit (s) |
| ----- | --------------------- | ---- | -------- |
| 1     | Thierry Herbe-Groleau | FRA  | 14,17    |
| 2     | Rötger Opperbeck      | GER  | 14,31    |
| 3     | André Röhrig          | GER  | 14,36    |
| 4     | Emmanuel Romary       | FRA  | 14,38    |
| 5     | Brett St. Louis       | GBR  | 14,39    |
| 6     | Martin Nicholson      | GBR  | 14,68    |
| 7     | Pablo Martín          | ESP  | 14,71    |
| 8     | Jesús Caton           | ESP  | 14,91    |

Wind: −2,4 m/s

### 400 m Hürden
| Platz | Athlet              | Land | Zeit (s) |
| ----- | ------------------- | ---- | -------- |
| 1     | Santiago Fraga      | ESP  | 50,88    |
| 2     | Stéphane Traversini | FRA  | 50,91    |
| 3     | Peter Ritterbach    | GER  | 51,35    |
| 4     | Mark Davidson       | GBR  | 51,59    |
| 5     | Rainer Siebold      | GER  | 51,60    |
| 6     | Salvador Vila       | ESP  | 51,89    |
| 7     | David Hiaré         | FRA  | 52,20    |
| 8     | Paul Gray           | GBR  | 52,36    |

### 3000 m Hindernis
| Platz | Athlet            | Land | Zeit (min) |
| ----- | ----------------- | ---- | ---------- |
| 1     | Fabian Lacan      | FRA  | 8:48,54    |
| 2     | Ramiro Morán      | ESP  | 8:49,22    |
| 3     | Dominique Sirieix | FRA  | 8:49,65    |
| 4     | Andreas Fischer   | GER  | 8:54,01    |
| 5     | Justin Chaston    | GBR  | 8:56,48    |
| 6     | Alistair O’Connor | GBR  | 9:05,59    |
| 7     | Thorsten Herwig   | GER  | 9:10,02    |
| DSQ   | Gabriel Garin     | ESP  |            |

### 4 × 100 m Staffel
| Platz | Besetzung      | Land                                                               | Zeit (s) |
| ----- | -------------- | ------------------------------------------------------------------ | -------- |
| 1     | Frankreich     | Jean-Daniel Allaguy Éric Perrot Olivier Théophile Pascal Théophile | 39,60    |
| 2     | Deutschland    | Sven Matthes Oliver Schmidt Jan Lillie Jens Wischerhoff            | 40,17    |
| 3     | Spanien        | Rubén Fernández Ferran Sellabona J. B. Muñoz Francisco Samaniego   | 40,55    |
| 4     | Großbritannien | Ayo Falola Wayne McDonald Courtney Rumbolt Flecher                 | 40,66    |

### 4 × 400 m Staffel
| Platz | Besetzung      | Land                                                       | Zeit (min) |
| ----- | -------------- | ---------------------------------------------------------- | ---------- |
| 1     | Frankreich     | Christophe Zapata Patrick Renia Mordin Gauthier Blancquart | 3:08,72    |
| 2     | Großbritannien | Wayne McDonald Mark Davidson David McKenzie Timothy O'Dell | 3:11,74    |
| 3     | Spanien        | Carlos Heredia Agustin Tello Rodriguez Santiago Fraga      | 3:16,48    |
| DNF   | Deutschland    | Stefan Godek Klaus Just Alexander Adam Marc Eggers         |            |

### 10.000 m Gehen
| Platz | Athlet             | Land | Zeit (min) |
| ----- | ------------------ | ---- | ---------- |
| 1     | Jesús Ángel García | ESP  | 43:52,6    |
| 2     | Jaime Barroso      | ESP  | 44:34,4    |
| 3     | Olaf Möldner       | GER  | 45:02,5    |
| 4     | Éric Blanchet      | FRA  | 47:20,9    |
| 5     | Gary Holloway      | GBR  | 47:52,0    |
| 6     | Ralf Weise         | GER  | 49:09,4    |
| DSQ   | Denis Langlois     | FRA  |            |
| DSQ   | Carl Walmsley      | GBR  |            |

### Hochsprung
| Platz | Athlet            | Land | Höhe (m) |
| ----- | ----------------- | ---- | -------- |
| 1     | Uwe Bellmann      | GER  | 2,21     |
| 2     | Joël Vincent      | FRA  | 2,21     |
| 3     | Pierre Bernhard   | FRA  | 2,19     |
| 4     | Roberto Sánchez   | ESP  | 2,10     |
| 4     | Dave Barnetson    | GBR  | 2,10     |
| 6     | John Holman       | GBR  | 2,10     |
| 7     | Jesús Merino      | ESP  | 2,05     |
| 7     | Thorsten Pulskamp | GER  | 2,05     |

### Stabhochsprung
| Platz | Athlet             | Land | Höhe (m) |
| ----- | ------------------ | ---- | -------- |
| 1     | Jean-Michel Godard | FRA  | 5,30     |
| 2     | Francisco Mas      | ESP  | 5,10     |
| 2     | Oliver Lelong      | FRA  | 5,10     |
| 4     | lan Tullett        | GBR  | 5,00     |
| 5     | Mark Grant         | GBR  | 5,00     |
| 6     | Marc Osenberg      | GER  | 4,80     |
| NMH   | Ignacio Lombao     | ESP  | ogV      |
| NMH   | Stefan Diebler     | GER  | ogV      |

### Weitsprung
| Platz | Athlet           | Land | Weite (m) |
| ----- | ---------------- | ---- | --------- |
| 1     | Jesús Oliván     | ESP  | 8,12      |
| 2     | Franck Lestage   | FRA  | 8,10      |
| 3     | Stewart Faulkner | GBR  | 7,80      |
| 4     | Hans-Peter Lott  | GER  | 7,73      |
| 5     | J. M. Labaro     | ESP  | 7,61      |
| 6     | Jean-Luc Poussin | FRA  | 7,55      |
| 7     | Volker Gödicke   | GER  | 7,45      |
| 8     | Garry Slade      | GBR  | 7,30      |

### Dreisprung
| Platz | Athlet             | Land | Weite (m) |
| ----- | ------------------ | ---- | --------- |
| 1     | Alex Norca         | FRA  | 16,25     |
| 2     | Jörg Frieß         | GER  | 16,19     |
| 3     | Jean-Pierre Sarant | FRA  | 15,82     |
| 4     | Julian Golley      | GBR  | 15,78     |
| 5     | Peter Akwaboah     | GBR  | 15,74     |
| 6     | Javier Iglesias    | ESP  | 15,50     |
| 7     | Volker Seitz       | GER  | 15,41     |
| 8     | Julio López        | ESP  | 15,25     |

### Kugelstoßen
| Platz | Athlet           | Land | Weite (m) |
| ----- | ---------------- | ---- | --------- |
| 1     | Jonny Reinhardt  | GER  | 18,25     |
| 2     | Dirk Urban       | GER  | 18,24     |
| 3     | Neal Brunning    | GBR  | 17,46     |
| 4     | Vicente Navarro  | ESP  | 16,93     |
| 5     | José Martínez    | ESP  | 16,50     |
| 6     | Nigel Spratley   | GBR  | 16,29     |
| 7     | Sebastien Lauper | FRA  | 16,26     |
| 8     | Bernard Garridue | FRA  | 15,97     |

### Diskuswurf
| Platz | Athlet                | Land | Weite (m) |
| ----- | --------------------- | ---- | --------- |
| 1     | Jean Pons             | FRA  | 58,76     |
| 2     | Omar Orloff           | GER  | 58,44     |
| 3     | Michael Möllenbeck    | GER  | 54,66     |
| 4     | Neal Brunning         | GBR  | 50,36     |
| 5     | Carlos Esparza        | ESP  | 48,66     |
| 6     | Martin Brea           | ESP  | 48,36     |
| 7     | Christophe Dutournier | FRA  | 47,74     |
| 8     | Leith Marar           | GBR  | 46,54     |

### Hammerwurf
| Platz | Athlet            | Land | Weite (m) |
| ----- | ----------------- | ---- | --------- |
| 1     | Frédérick Kuhn    | FRA  | 71,90     |
| 2     | Jörn Hübner       | GER  | 71,04     |
| 3     | Christophe Épalle | FRA  | 67,40     |
| 4     | Gareth Cook       | GBR  | 66,40     |
| 5     | Peter Vivian      | GBR  | 60,78     |
| 6     | Roger Mohst       | ESP  | 59,94     |
| 7     | Dirk Tuschmo      | GER  | 59,80     |
| 8     | Raúl Fuentes      | ESP  | 59,18     |

### Speerwurf
| Platz | Athlet           | Land | Weite (m) |
| ----- | ---------------- | ---- | --------- |
| 1     | Jens Reimann     | GER  | 76,70     |
| 2     | David Brisseault | FRA  | 73,36     |
| 3     | Nigel Bevan      | GBR  | 73,18     |
| 4     | Andreas Pollandt | GER  | 70,76     |
| 5     | Myles Cottrell   | GBR  | 64,00     |
| 6     | Juan Segarra     | ESP  | 63,06     |
| 7     | Franck Pasquelin | FRA  | 61,70     |
| 8     | Rafael Garrido   | ESP  | 56,06     |

## Resultate U23-Frauen

### Teilwertung
| Platz | Land           | Punkte |
| ----- | -------------- | ------ |
| 1     | Deutschland    | 159,5  |
| 2     | Frankreich     | 150,0  |
| 3     | Großbritannien | 129,0  |
| 4     | Spanien        | 096,5  |

### 100 m
| Platz | Athletin             | Land | Zeit (s) |
| ----- | -------------------- | ---- | -------- |
| 1     | Andrea Philipp       | GER  | 11,58    |
| 2     | Aileen McGillivary   | GBR  | 11,78    |
| 3     | Michele Luec         | FRA  | 11,83    |
| 4     | Cécile Peyre         | FRA  | 11,87    |
| 5     | Sandra Löffler       | GER  | 12,02    |
| 6     | Christine Bloomfield | GBR  | 12,06    |
| 7     | M. Paz Minicozzi     | ESP  | 12,22    |
| 8     | Alicia Valentin      | ESP  | 12,31    |

Wind: +1,9 m/s

### 200 m
| Platz | Athletin           | Land | Zeit (s) |
| ----- | ------------------ | ---- | -------- |
| 1     | Aileen McGillivary | GBR  | 23,80    |
| 2     | Geraldine McLeod   | GBR  | 24,02    |
| 3     | Alicia Echenique   | ESP  | 24,24    |
| 4     | Chantal Meliot     | FRA  | 24,33    |
| 5     | Florence Ropars    | FRA  | 24,43    |
| 6     | Andrea Schmidt     | GER  | 25,19    |
| 7     | Sandra Löffler     | GER  | 25,24    |
| 8     | Lissete Ferri      | ESP  | 25,31    |

Wind: +1,2 m/s

### 400 m
| Platz | Athletin            | Land | Zeit (s) |
| ----- | ------------------- | ---- | -------- |
| 1     | Ruth Scheppan       | GER  | 53,86    |
| 2     | Tracy Goddard       | GBR  | 54,53    |
| 3     | Isabel Rodríguez    | ESP  | 55,24    |
| 4     | Jutta Feldmeier     | GER  | 55,86    |
| 5     | Valérie Jaunatre    | FRA  | 56,02    |
| 6     | Catherine Chanfreau | FRA  | 56,10    |
| 7     | Genma Bergasa       | ESP  | 56,87    |
| 8     | Sue Crompton        | GBR  | 56,92    |

### 800 m
| Platz | Athletin         | Land | Zeit (min) |
| ----- | ---------------- | ---- | ---------- |
| 1     | Lynne Robinson   | GBR  | 2:04,01    |
| 2     | Patricia Djaté   | FRA  | 2:04,95    |
| 3     | Simone Weidner   | GER  | 2-05,93    |
| 4     | Steffi Kallensee | GER  | 2:07,77    |
| 5     | Yolande Vignière | FRA  | 2:09,97    |
| 6     | Carmen Romero    | ESP  | 2:10,28    |
| 7     | Carmen Bes       | ESP  | 2:11,60    |
| 8     | Clare Griffin    | GBR  | 2:14,36    |

### 1500 m
| Platz | Athletin          | Land | Zeit (min) |
| ----- | ----------------- | ---- | ---------- |
| 1     | Petra Wassiluk    | GER  | 4:19,21    |
| 2     | Céline Martin     | FRA  | 4:20,03    |
| 3     | Pilar Sisniega    | ESP  | 4:20,10    |
| 4     | Lisa York         | GBR  | 4:20,38    |
| 5     | Nicole Theophil   | GER  | 4:22,70    |
| 6     | Lyne Gibson       | GBR  | 4:25,45    |
| 7     | Monique Gastagnes | FRA  | 4:27,06    |
| 8     | Carmen Peman      | ESP  | 4:28,77    |

### 3000 m
| Platz | Athletin            | Land | Zeit (min) |
| ----- | ------------------- | ---- | ---------- |
| 1     | Andrea Whitcombe    | GBR  | 9:25,39    |
| 2     | Valérie Chauvel     | FRA  | 9:30,52    |
| 3     | Birgit Jerschabek   | GER  | 9:31,81    |
| 4     | Sue Parker          | GBR  | 9:33,67    |
| 5     | Angelines Rodríguez | ESP  | 9:37,64    |
| 6     | Béatrice Ceveno     | FRA  | 9:59,34    |
| DNF   | Dolores Rizo        | ESP  |            |

Eine zweite deutsche Teilnehmerin ist nicht angegeben.

### 100 m Hürden
| Platz | Athletin        | Land | Zeit (s) |
| ----- | --------------- | ---- | -------- |
| 1     | Jackie Agyepong | GBR  | 13,31    |
| 2     | Louise Fraser   | GBR  | 13,36    |
| 3     | Caren Jung      | GER  | 13,65    |
| 4     | Laure Dicot     | FRA  | 13,70    |
| 5     | Monica Ezpeleta | ESP  | 13,97    |
| 6     | Michaela Hübel  | GER  | 14,38    |
| 7     | Lestitia Arth   | FRA  | 14,52    |
| 8     | Ana Bullon      | ESP  | 14,60    |

Wind: −0,5 m/s

### 400 m Hürden
| Platz | Athletin        | Land | Zeit (s) |
| ----- | --------------- | ---- | -------- |
| 1     | Linda Kisabaka  | GER  | 57,48    |
| 2     | Carole Nelson   | FRA  | 57,74    |
| 3     | Sandrine Robin  | FRA  | 58,67    |
| 4     | Sandra Gallner  | GER  | 58,94    |
| 5     | Janet Levermore | GBR  | 59,32    |
| 6     | Yolanda Tello   | ESP  | 59,40    |
| 7     | Tracey Allen    | GBR  | 59,61    |
| 8     | Idoya Granda    | ESP  | 60,90    |

### 4 × 100 m Staffel
| Platz | Besetzung      | Land                                                                  | Zeit (s) |
| ----- | -------------- | --------------------------------------------------------------------- | -------- |
| 1     | Frankreich     | Chantal Meliot Michele Luec Florence Ropars Cécile Peyre              | 45,59    |
| 2     | Großbritannien | Christine Bloomfield Aileen McGillivary Melanie Neef Geraldine McLeod | 45,76    |
| 3     | Deutschland    | Andrea Philipp Andrea Schmidt Sandra Löffler Caren Jung               | 46,13    |
| 4     | Spanien        | M. Paz Minicozzi Carmen Blay Alicia Valentin Lissete Ferri            | 47,01    |

### 4 × 400 m Staffel
| Platz | Besetzung      | Land                                                              | Zeit (min) |
| ----- | -------------- | ----------------------------------------------------------------- | ---------- |
| 1     | Deutschland    | Martina Wenner Linda Kisabaka Sandra Gallner Ruth Scheppan        | 3:37,45    |
| 2     | Großbritannien | Tracey Allen Janet Levermore Kate Williams Tracy Goddard          | 3:38,41    |
| 3     | Frankreich     | Valérie Jaunatre Patricia Djaté Carole Nelson Catherine Chanfreau | 3:39,18    |
| 4     | Spanien        | Maria José Aznar Isabel Rodríguez Genma Bergasa Alicia Echenique  | 3:43,64    |

### 5000 m Gehen
| Platz | Athletin         | Land | Zeit (min) |
| ----- | ---------------- | ---- | ---------- |
| 1     | Olga Sánchez     | ESP  | 23:56,78   |
| 2     | Sandy Leddin     | GER  | 25:12,96   |
| 3     | Valérie Lévêque  | FRA  | 25:52,52   |
| 4     | Vanessa Guilmain | FRA  | 25:57,46   |
| 5     | Ángeles Ruiz     | ESP  | 25:59,97   |
| DNF   | Theresa Ashman   | GBR  |            |
| DSQ   | Simone Thust     | GER  |            |
| DSQ   | Carol Brown      | GBR  |            |

### Hochsprung
| Platz | Athletin        | Land | Höhe (m) |
| ----- | --------------- | ---- | -------- |
| 1     | Ute Demming     | GER  | 1,90     |
| 2     | Julia Bennett   | GBR  | 1,85     |
| 3     | Sandrine Fricot | FRA  | 1,85     |
| 4     | Jo Jennings     | GBR  | 1,81     |
| 5     | Carmen Exposito | ESP  | 1,74     |
| 6     | Céline Pasteur  | FRA  | 1,74     |
| 7     | Minoska Martin  | ESP  | 1,65     |
| 7     | Elke Etten      | GER  | 1,65     |

### Weitsprung
| Platz | Athletin           | Land | Weite (m) |
| ----- | ------------------ | ---- | --------- |
| 1     | Katja Trostel      | GER  | 6,62      |
| 2     | Caroline Missoudan | FRA  | 6,37      |
| 3     | Michaela Hübel     | GER  | 6,24      |
| 4     | Isabel López       | ESP  | 6,21      |
| 5     | Karine Caust       | FRA  | 6,08      |
| 6     | Luisa López        | ESP  | 6,07      |
| 7     | Karen Hambrook     | GBR  | 6,01      |
| 8     | Michelle Griffith  | GBR  | 5,68      |

### Kugelstoßen
| Platz | Athletin        | Land | Weite (m) |
| ----- | --------------- | ---- | --------- |
| 1     | Ines Wittich    | GER  | 17,08     |
| 2     | Agnes Deselaers | GER  | 16,92     |
| 3     | Fabienne Locuty | FRA  | 14,88     |
| 4     | Lætitia Lochon  | FRA  | 14,21     |
| 5     | Carmen Corona   | ESP  | 14,21     |
| 6     | Jayne Berry     | GBR  | 13,95     |
| 7     | Susana Reguela  | ESP  | 13,88     |
| 8     | Jennifer Kelly  | GBR  | 13,67     |

### Diskuswurf
| Platz | Athletin         | Land | Weite (m) |
| ----- | ---------------- | ---- | --------- |
| 1     | Agnès Teppe      | FRA  | 56,92     |
| 2     | Silke Hachenberg | GER  | 53,76     |
| 3     | Sonia Godall     | ESP  | 53,54     |
| 4     | Agnes Deselaers  | GER  | 53,30     |
| 5     | Alice Meyer      | FRA  | 52,34     |
| 6     | Karmele Olaizola | ESP  | 49,30     |
| 7     | Emma Beales      | GBR  | 48,44     |
| 8     | Rosanne Lister   | GBR  | 47,50     |

### Speerwurf
| Platz | Athletin             | Land | Weite (m) |
| ----- | -------------------- | ---- | --------- |
| 1     | Tanja Damaske        | GER  | 54,68     |
| 2     | Caroline White       | GBR  | 48,34     |
| 3     | Belén Palacios       | ESP  | 47,42     |
| 4     | Pascale Olharan      | FRA  | 47,06     |
| 5     | Ciaire Faragher      | GBR  | 44,50     |
| 6     | Sara Marin           | ESP  | 43,82     |
| 7     | Marie-Rose Tuitagata | FRA  | 42,30     |
| 8     | Andrea Schmidt       | GER  | 29,94     |